# Citizen Cup
Die Regatta Citizen Cup ist eine Auswahlregatta, um innerhalb der US-amerikanischen America’s-Cup-Teams die beste Yacht für die Herausforderung des America’s Cup zu ermitteln.

## Geschichte
Über 132 Jahre, seit 1851 hatten US-amerikanische Yachten den America’s Cup (AC) dominiert und gewonnen. Die Yachtclubs, die den AC verteidigten, veranstalteten eine Serie von Ausscheidungswettfahrten, um die schnellste Yacht für die Verteidigung des Pokals zu nominieren. Über viele Jahre lag die Organisation in den Händen des New York Yacht Clubs, der die sogenannten defender series (defender = Verteidiger) zur Selektion des besten Verteidiger-Teams durchführte. 1992 bot der Sponsor Citizen Watch an, einen Pokal Citizen Cup zu stiften, der dem Gewinner der Verteidiger-Wettfahrten überreicht werden sollte. Es sollte eine Parallelveranstaltung zum Louis Vuitton Cup entstehen, in der die Herausforderer (challenger) des America’s Cup das beste Segelteam ermittelte, das dann allein gegen den aktuellen Verteidiger des America’s Cup um den Pokal kämpfte.
Die Regatta des Citizen Cup im Jahr 1995 wurde von der Yacht Stars & Stripes mit dem Skipper Dennis Conner gewonnen. Der verteidigende San Diego Yacht Club optierte jedoch, mit dem zweitplatzierten Boot, der Yacht Young America und der siegreichen Mannschaft der Stars & Stripes zu starten. Sie glaubten so die besseren Chancen zu haben, um in den folgenden Wettfahrten des America’s Cup die neuseeländische Yacht Black Magic schlagen zu können. Das sollte sich als Irrtum herausstellen, denn Black Magic gewann 5:0.

## Heutige Situation
Der Citizen Cup wurde nach der Regatta im Jahr 1995 eingestellt, da der Pokal im 29. America’s Cup an Neuseeland verloren wurde.
Mit dem America’s Cup im Jahr 2000 entschieden die verteidigenden Yachtclubs keine Ausscheidungsregatten für die Verteidigungsteams zu veranstalten, da sowohl die Neuseeländer als auch die Schweizer nicht die finanziellen Mittel für mehrere konkurrierende Segelteams aufbringen konnten.

## Sieger des Citizen Cup
| Regatta | Segelnummer | Yachtname       | Segel-Club           | Nation             | Austragungsort |
| ------- | ----------- | --------------- | -------------------- | ------------------ | -------------- |
| 1995    | USA-55      | Stars & Stripes | San Diego Yacht Club | Vereinigte Staaten | San Diego, USA |
| 1992    | USA-23      | America3        | San Diego Yacht Club | Vereinigte Staaten | San Diego, USA |